# Övergångsregering
En övergångsregering, alternativt interimsregering eller provisorisk regering, kallas en regering som tillfälligt har tagit över styret i ett land till dess att en ordinarie regering kan utses. I regel bildas sådana regeringar i stater som befinner sig i en sådan djup nationell kris att existerande lagstiftning inte längre ses som applicerbar för att styra landet, t.ex. vid plötsligt byte av statsskick, författningskris, inbördeskrig, statskollaps eller utländsk ockupation. Övergångsregeringar inkluderar ofta medlemmar från många olika politiska läger i landet för så stor legitimitet som möjligt, men är sällan folkvalda på grund av det politiska och juridiska vakuum de uppstår ur.

## Historiska exempel
- Rysslands provisoriska regering som styrde landet efter februarirevolutionen 1917.
- Frankrikes provisoriska regering som styrde landet efter att de allierade erövrade Frankrike 1944.
- Palestinska myndigheten som övertog vissa regeringsuppgifter på Västbanken efter Osloprocessen 1993.
- Afghanska interimsadministrationen som övertog vissa regeringsuppgifter efter USA:s invasion av Afghanistan 2001.
- Federala övergångsregeringen som internationellt erkändes som Somalias regering 2004-2012.
- Ukrainas interimsregering som styrde landet under 2014 efter att den tidigare regering och president Viktor Janukovytj avsattes efter oroligheter under Euromajdan 2013-14.
- Syriens övergångsregering som sedan 10 december 2024 styr landet efter al-Assad-regimens fall.

## Övergångsregering i Sverige
I Sverige brukas termen övergångsregering i regeringsformen för en regering vars statsråd är entledigade, men som fortfarande uppehåller sina befattningar i väntan på att ny regering skall tillträda. Detta kallades tidigare expeditionsregering och föreskrivs inom ramverket för det etablerade statsskicket och gällande lagar.
När talmannen har entledigat statsministern och de övriga statsråden, uppehåller de sina befattningar till dess processen med att bilda ny regering har slutförts och den nybildade regeringen tillträder. Under denna regeringsbildningsprocess leder statsministern en övergångsregering. 
En övergångsregering fattar främst beslut i löpande eller brådskande ärenden. Den enda uttryckliga begränsningen av en övergångsregerings befogenheter är att den inte får besluta om extra val, men normalt förutsätts att den inte skall fatta beslut av politisk natur.